# Paul Bazelaire
Paul Bazelaire est un violoncelliste, organiste et compositeur français né à Sedan (Ardennes) le 4 mars 1886, et mort à Paris le 11 décembre 1958.

## Biographie
Né Paul Marie Emile Joseph Bazelaire d'un père écrivain et dans une famille de mélomanes.
À sept ans, alors élève du collège Turenne de Sedan, il commence l'étude du violoncelle grâce à Jean-Nicolas-Henri Clarinval, l'excellent directeur de la Société philharmonique de Sedan. À dix ans, il entre au conservatoire de Paris dans la classe de Jules Delsart.
Âgé de onze ans seulement, il remporte un premier prix de violoncelle à l'unanimité, fait unique dans les annales du conservatoire.
Il y obtient également ses premiers prix d'harmonie, de contrepoint et de fugue.
Dans la classe de Xavier Leroux, il remporte le premier prix d'harmonie à 17 ans.
Souhaitant poursuivre jusqu'au bout ses études de composition, il travaille le contrepoint et la fugue avec Georges Caussade et Charles Lenepveu.
À 19 ans, il obtient de nouveau un premier prix de fugue et de contrepoint.
Son premier concert fut pour sa ville natale, Sedan, le 18 décembre 1897.
Il travaille l'orgue avec Alexandre Guilmant et Louis Vierne et devient célèbre en quelques mois.
Nommé professeur au conservatoire national supérieur de Paris en 1918 à l’âge de 32 ans, il y enseigne jusqu'à l'âge de 70 ans, en [1956]. Il a ainsi l'occasion d'y être collègue de Jules Loeb, de Gérard Hekking, de Pierre Fournier, de Maurice Maréchal, d'André Navarra. Pédagogue remarquable, il s’attache passionnément à l’enseignement du violoncelle et de très nombreux élèves viennent rejoindre son école : Reine Flachot, Guy Fallot, Jean Rivier... En 1958, l’année de sa mort, il travaillait à des arrangements pour deux violoncelles et harpe pour un trio se composant de sa seconde femme, Monique Viaudey, et de ses deux sœurs.
Il était officier de la Légion d'honneur depuis 1951 et officier de l'ordre du Mérite culturel par Rainier III.

## Œuvres
Liste partielle des compositions de Bazelaire sur IMSLP.

## Écrits
- L'Enseignement du violoncelle en France..., Paris, A. Leduc, 1928.

## Bazelaire-Sedan

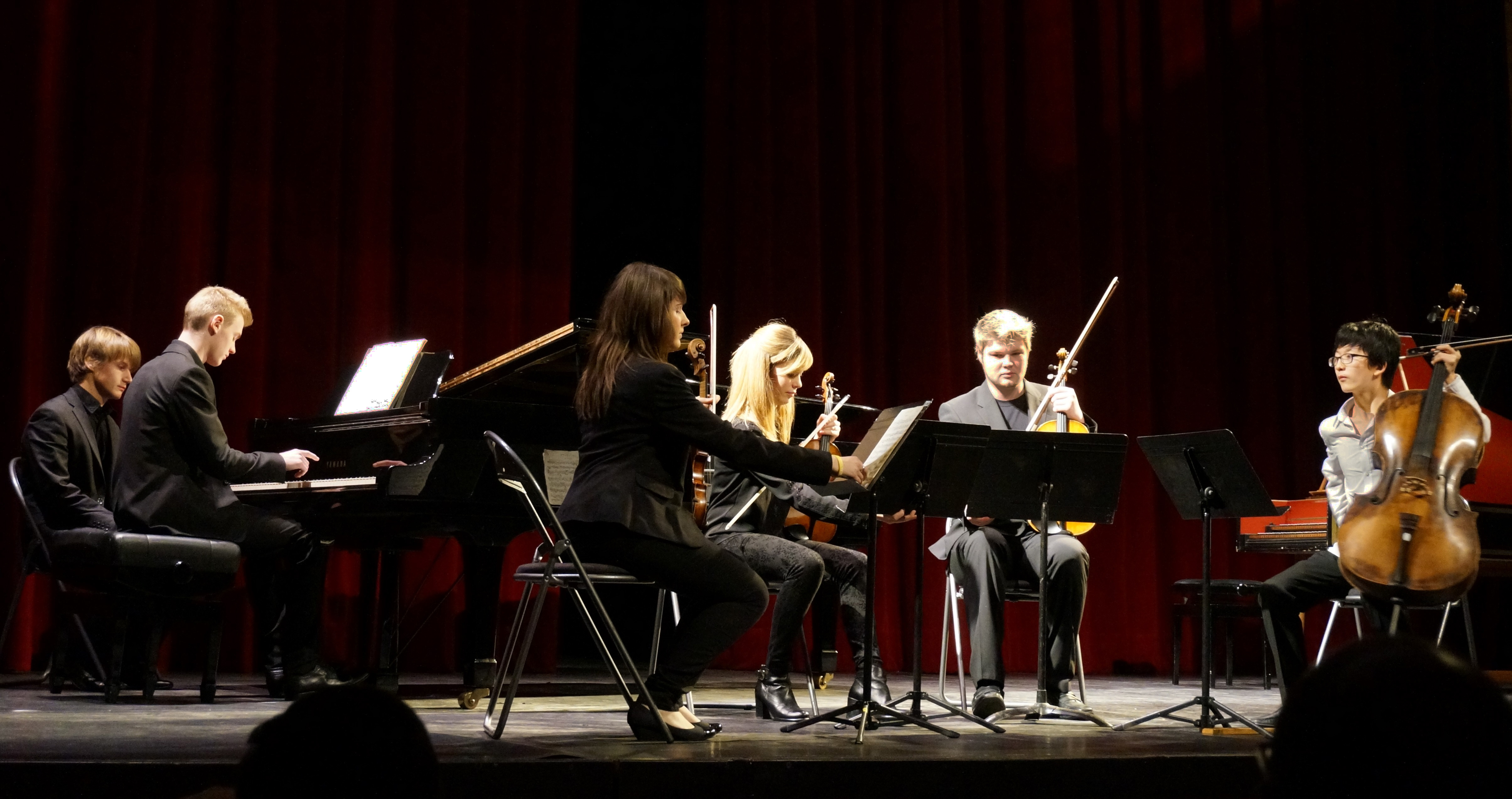
Concert avec le violoncelle Bazelaire-Sedan.

Son violoncelle de jeunesse est prêté dans le cadre d'un concours à une jeune violoncelliste, actuellement c'est Emeline DUDON, une jeune étudiante acceptée au CNSMDP qui en est la dépositrice.